# Нойхоф (Хильдесхайм)
Но́йхоф (нем. Neuhof) — община в Германии, в земле Нижняя Саксония.
Входит в состав района Хильдесхайм. Подчиняется управлению Ламспринге. Население составляет 414 человек (на 31 декабря 2010 года). Занимает площадь 10,3 км².
Община подразделяется на 3 сельских округа.
| Год  | Население |
| ---- | --------- |
| 1990 | 486       |
| 1995 | 508       |
| 2000 | 486       |
| 2005 | 467       |
| 2010 | 414       |